# Коныр (Алакольский район)
Коныр (каз. Қоңыр, до 7 января 1993 г. — Надеждовка) — село в Алакольском районе Жетысуской области Казахстана. Входит в состав Акжарского сельского округа. Находится примерно в 49 км к югу от центра города Ушарал. Код КАТО — 193433200.

## Население
В 1999 году население села составляло 1013 человек (493 мужчины и 520 женщин). По данным переписи 2009 года, в селе проживали 754 человека (389 мужчин и 365 женщин).